# Зизиньо
Томас Соарес да Силва (Зизиньо) (порт.-браз. Tomás Soares da Silva/Zizinho; 14 сентября 1921, Сан-Гонсалу (штат Рио-де-Жанейро) — 8 февраля 2002, Нитерой) — бразильский футболист, нападающий, игрок национальной сборной.

## Биография

### Клубная карьера
С 15-летнего возраста Зизиньо был членом клуба «Кариока», организованном его отцом, а в 17 лет перешёл в «Бирон», пробыв там 4 месяца. Затем Зизиньо стал пробиваться во взрослые клубы, но и в «Америке» и в «Сан-Кристовао» от него отказались. Тогда Зизиньо в 1939 году решил попробоваться во «Фламенго», провёл за клуб одну тренировку, и тут произошло следующее: во время матча с аргентинским «Индепендьенте» за 10 минут до конца встречи травму получил знаменитый Леонидас. Тренер Флавио Кошта рискнул выпустить 18-летнего Зизиньо, и не ошибся: бразилец забил 2 мяча. С игроком был подписан контракт и именно он стал преемником «Чёрного алмаза». В 1940-м Зизиньо впервые привлекается в сборную Рио, а 1942—1944 годы называют «золотой трёхлеткой» в истории Фламенго: в эти годы клуб три раза подряд побеждал в чемпионате Рио.
Незадолго до чемпионата мира 1950 Зизиньо неожиданно перешёл в «Бангу». Это решение президента «Рубронегрос» Дарио де Мело Пинто крайне разозлило Зизиньо: «Мне пару раз приходилось играть за вас со сломанной ногой. А вы меня продали за моей спиной, поставив перед фактом…» «Бангу» был гораздо более скромным клубом, чем «Фламенго».
В 1957 Зизиньо перешёл в «Сан-Паулу» и в этом же году выиграл с этим клубом Чемпионат Сан-Паулу, но вскоре был вынужден покинуть команду: клуб наложил на него штраф за «ночную вылазку», пресса начала травлю на игрока, и форвард решил сам уйти в неприметную «Уберабу» по просьбе партнёра по сборной Бразилии образца 1950 года Данило. Наконец, свою карьеру Зизиньо закончил в 41-летнем возрасте в чилийском «Аудакс Итальяно», выполняя обязанности играющего тренера.

### Выступления за сборную
Зизиньо участвовал на домашнем для Бразилии чемпионате мира 1950. Первые два матча против Мексики и Швейцарии нападающий пропустил из-за лёгкой травмы. Незадолго до начала матча, в котором бразильцам противостояла сборная Югославии, капитан команды с Балкан Райко Митич, разминаясь в подтрибуном помещении, ударился о железный крюк. Футболисту необходимо было оказать медицинскую помощь, но бразильцы настояли, чтобы валлийский судья Гриффитс начал игру в положенное время — в итоге уже на 4-й минуте Адемир с паса Зизиньо забил гол в ворота ослабленных югославов. Возможно, чтобы исправить эту несправедливость, судья отменил следующий гол Зизиньо, но Местре Зиза вскоре забил снова, и в итоге бразильцы победили со счётом 2:0, что позволило им выйти в финальную группу. Однако чемпионат мира в итоге выиграл Уругвай.
За год до этого Зизиньо выиграл Чемпионат Южной Америки, и позже неоднократно участвовал в этом турнире.

### Тренерская карьера и окончание жизни
Помимо вышеупомянутого пребывания в чилийском «Аудакс Итальяно», где Зизиньо выполнял обязанности играющего тренера, бразилец также тренировал «Америку» из Сан-Паулу, «Бангу», «Васко да Гама» и олимпийскую сборную Бразилии, с которой он выиграл Панамериканские игры 1967 года. Однако в целом его тренерская карьера была не такой удачной, как игровая.
Знаменитый форвард также написал автобиографию под названием «Местре Зиза: правда и ложь футбола».
В 2002 году Зизиньо скончался в Нитерое в возрасте 80 лет.

## Достижения и рекорды

### Командные
- Серебряный призёр чемпионата мира 1950.
- Чемпион Южной Америки: 1949.
- Серебряный призёр чемпионата Южной Америки: 1945, 1946, 1953, 1957.
- Финалист Кубка Рока: 1945.
- Чемпион штата Рио-де Жанейро: 1942, 1943, 1944.
- Чемпион штата Сан-Паулу: 1957.
- Победитель Панамериканских игр 1967 года. в качестве тренера

### Личные
- Лучший бомбардир в истории Кубка Америки — 17 мячей (вместе с Роберто «Тучо» Мендесом).
- Лучший игрок чемпионата мира 1950.
- Лучший игрок Чемпионата Южной Америки 1949 года.
- Лучший футболист чемпионата Рио-де Жанейро 1955 года.
- Зизиньо со 145-ю мячами занимает 8-е место в списке бомбардиров «Фламенго» всех времён.